# Hookers 'N' Blow
Hookers 'N' Blow, également stylisé Hookers and Blow, est un cover band américain de hard rock formé par la claviériste des Guns N' Roses Dizzy Reed. Le groupe fait essentiellement des reprises comme celles des Guns N' Roses dont Locomotive, Used to Love Her, Knockin' on Heaven's Door.

## Historique
Hookers 'N' Blow est formé en 2004. Dizzy Reed explique avoir formé Hookers 'N' Blow « parce que je voulais faire quelque chose sans me prendre la tête. »
Le groupe part dans une tournée américaine de 2008. Ces dates sont programmées pour le mois de mars et avril. La tournée est baptisée Dizzy N Jizzy Tour 2008. Hookers 'N' Blow est accompagné de Jizzy Pearl de Love/Hate. Dizzy Reed est accompagné du guitariste Alex Grossi de Hookers N' Blow/ex-Quiet Riot, du batteur Mike Duda et du bassiste Mike Dupke, tous deux membres du groupe W.A.S.P.. Dizzy Reed joue essentiellement avec son groupe quand les Guns N' Roses ne tournent pas. Le groupe se sépare en 2008.
En 2012, Reed annonce le retour de son groupe. Ils jouent au Blockley de Philadelphie, en Pennsylvanie le 20 juillet 2013, partie intégrante d'une mini-tournée américaine. Le 5 septembre 2014, le groupe joue au Whisky a Go Go avec Dizzy Reed, et le guitariste Alex Grossi (Quiet Riot).
À la fin 2017, le groupe est annoncé pour la tournée Holiday Hangover Tour, entre fin 2017 et début 2018, avec Reed et Grossi, et une formation composée des nouveaux membres Todd Kerns (The Age of Electric), Johnny Kelly (ex-Type O Negative), et Chip Z'Nuff (Enuff Z'Nuff). La tournée commencera sur la côte Ouest américaine en fin décembre, à Las Vegas et Hollywood puis se terminera sur la côte Est au Blackthorn 51 dans le Queens le 21 janvier 2018.